# Bonus Eventus
Bonus Eventus (Bon Succès, en français) est une personnification divine dans la religion de la Rome antique. Le savant Varron de la République romaine le qualifie d'une des douze divinités qui présidaient à l'agriculture. Associé à Lympha (en), déesse qui influait sur l'approvisionnement en eau, Bonus Eventus a peut-être à l'origine une fonction agricole, mais, pendant l'Empire romain, représente un concept plus général de la réussite et est l'une des nombreuses abstractions qui figurent sur des revers monétaires.

## Culte et inscriptions

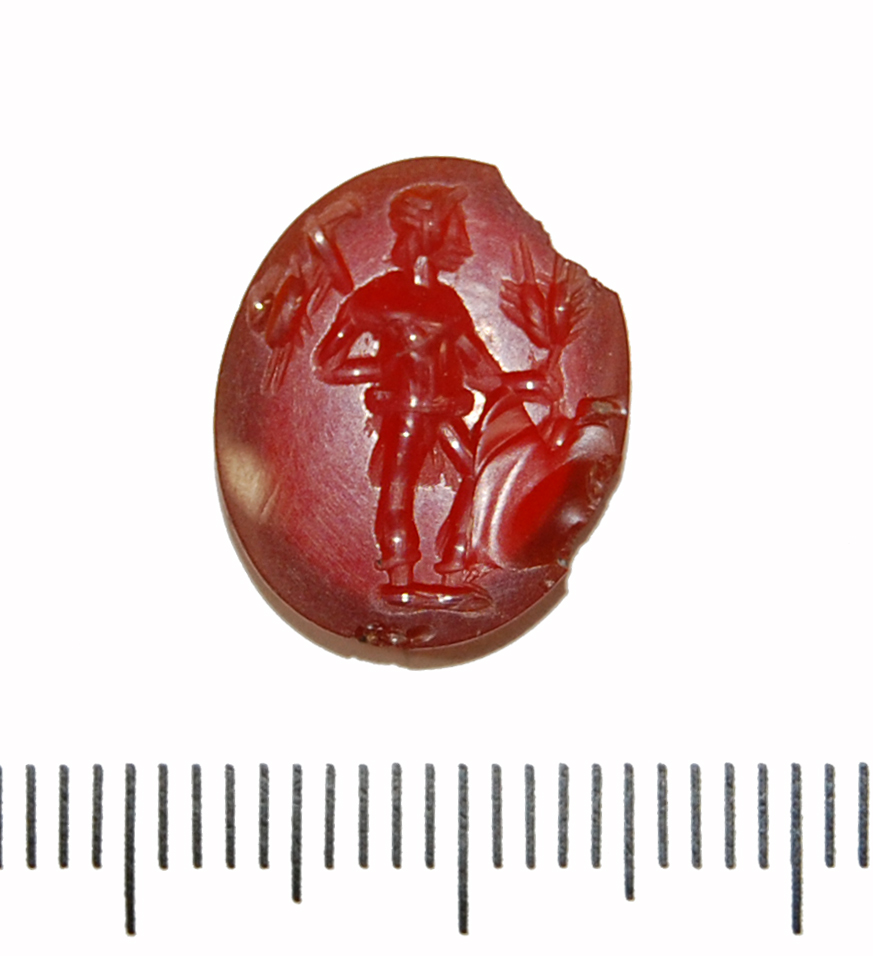
Intaille de Bonus Eventus, trouvée dans le Gloucestershire du sud.

Bonus Eventus avait un temple de date inconnue sur le Champ de Mars. Ce temple n'est mentionné que par Ammien Marcellin lorsque ce dernier parle d'un nouveau portique (le Porticus Boni Eventūs) construit par le préfet de Rome Claudius en 374. Cinq chapiteaux corinthiens « d'une taille extraordinaire » découvertes au XIXe siècle ont peut-être fait partie de ce portique, qui se trouvait dans les jardins d'Agrippa.
On trouve des inscriptions qui prouvent la croyance en ce dieu à plusieurs endroits, même dans les provinces. En Bretagne, le plancher en mosaïque d'une villa de Woodchester portait le rappel suivant : Adorez dûment Bonus Eventus. Une consécration faite par un couple marié à Bonus Eventus et à Fortuna indique que la sphère d'influence du dieu s'étendait au-delà de l'agriculture et de l'incarnation des vertus impériales. Bonus Eventus figure régulièrement sur des gemmes gravées, et il était la figure la plus fréquente sur les 127 intailles trouvées dans la cache d'un bijoutier de Snettisham : on le trouvait sur 25 pour 100 d'entre elles. Ces usages semblent indiquer que le dieu avait un rôle protecteur ou tutélaire et qu'il y avait une communauté religieuse à laquelle le bijoutier vendait ses marchandises.

## Iconographie

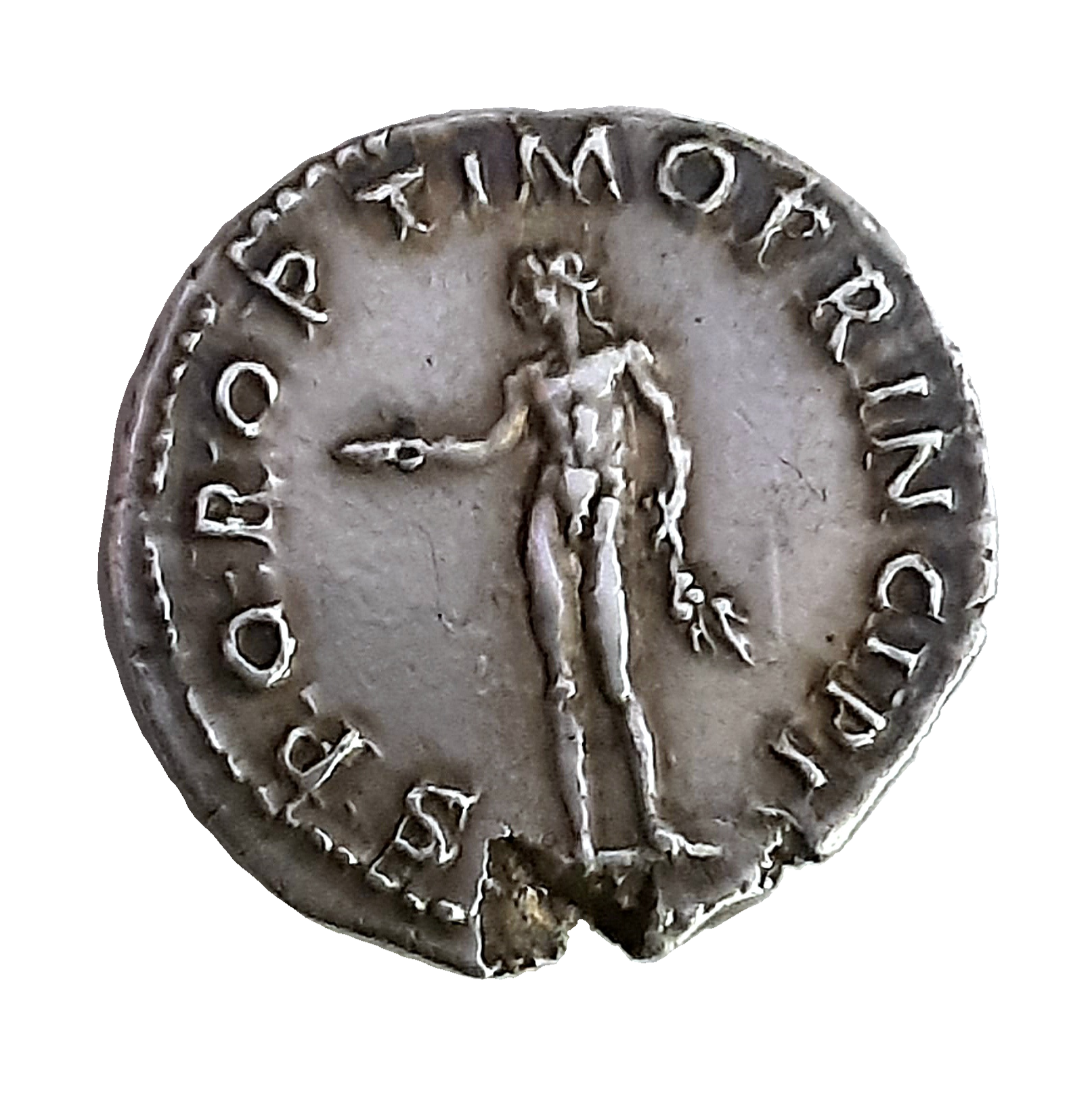
Bonus Eventus sur le revers d'un denier de Trajan.

Quelques monnaies représentant Bonus Eventus ont été frappées pour Galba et sous les règnes de Vespasien et Titus, d'Antonin le Pieux et de Septime Sévère,. Sur ces pièces de monnaie et des gemmes, Bonus Eventus est un jeune  homme nu debout, de face ou de profil, qui a d'habitude une jambe fléchie et la tête tournée vers la patère qu'il tient dans sa main tendue. Représenté de profil, il porte une chlamyde qui lui couvre le dos ou un himation qui est passé sur l'épaule et dont les extrémités encadrent son torse. Des pavots et des épis sont des attributs fréquents du dieu,.
Dans son livre sur la sculpture, Pline l'Ancien décrit deux statues de Bonus Eventus qui étaient en fait des interprétations romaines de modèles grecs. L'une était un bronze d'Euphranor; et l'autre, un marbre de Praxitèle. Celle-ci se trouvait avec une statue de Fortuna dans le temple dédié à la triade capitoline ; et celle-là, entre l'Athéna recyclée située sous le Capitole et la Léto du temple de la Concorde. On ne sait trop, d'après la description de Pline, si les deux statues grecques représentaient à l'origine le même dieu grec. L'historien de l'art Adolf Furtwängler a conjecturé que Praxitèle avait représenté Agathodémon, puisque ce dernier était accompagné de Fortuna, peut-être une traduction de la Tyché grecque. Le bronze d'Euphranor passe parfois pour avoir inspiré l'iconographie des pièces de monnaie et des gemmes, car il tenait des coquelicots et des céréales. Ces attributs portent à croire à une divinité liée aux Mystères d'Éleusis, et alors que l'original grec passe très souvent pour être Triptolème, aucune représentation disponible de celui-ci ne montre la combinaison de coquelicots et de céréales, qui est associée à Déméter (la Cérès romaine).